# Sebastian Klussmann

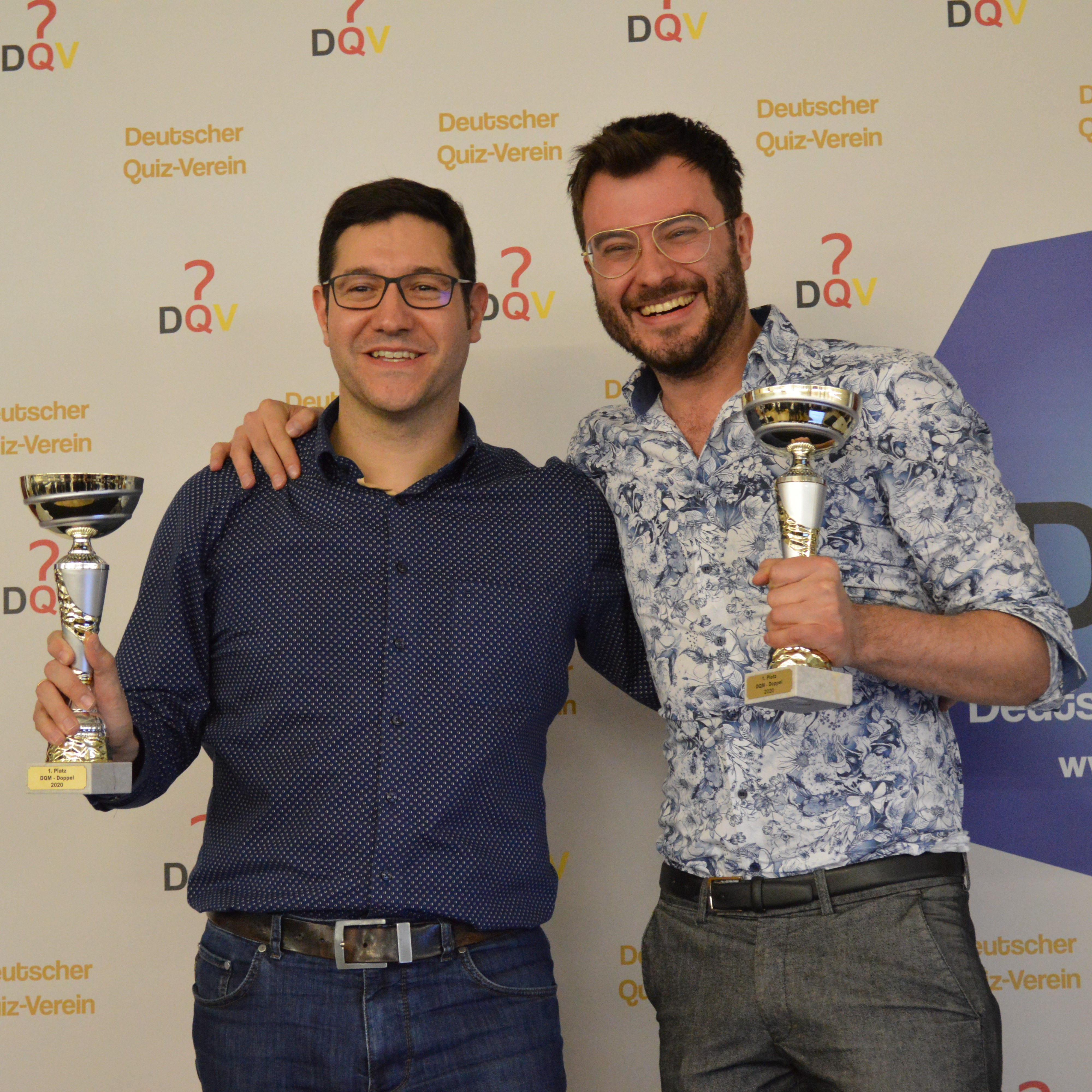
Sebastian Klussmann (r.) und Sebastian Jacoby bei der Deutschen Quizmeisterschaft 2020

Sebastian Klussmann (* 24. April 1989 in West-Berlin) ist ein professioneller deutscher Quizspieler, Redner und Autor. Er ist insbesondere durch seine Rolle als „Jäger“ in der ARD-Quizsendung Gefragt – Gejagt bekannt, in der er seit 2013 auftritt.

## Werdegang
Klussmanns Mutter und Großvater arbeiteten bei Bierproduzenten. Am Berliner Rheingau-Gymnasium machte er das Abitur, studierte von 2008 bis 2014 Politikwissenschaft an der FU Berlin und war von dessen Gründung im Jahr 2011 bis 2023 Vorsitzender des Deutschen Quiz-Vereins. Er gewann von 2011 bis 2018 achtmal in Folge die Berliner Quizmeisterschaft, zählte weltweit über viele Jahre zu den fünf besten „Juniors“, also Quizzern unter 30 Jahren und ist als neunmaliges Nationalmannschaftsmitglied (2010–2018) deutscher Rekordnationalspieler bei der Quizeuropameisterschaft. Bei der Quizeuropameisterschaft 2017 in Zagreb wurde er als Teil des Teams „Sage Supercilia“ Dritter im Teamwettbewerb und konnte somit erstmals eine Medaille bei einem internationalen Quizwettkampf gewinnen. 2018 und 2019 wurde er mit demselben Team Europameister. Im November 2021 gewann er bei der Quizolympiade in Krakau die Goldmedaille in der Kategorie „Business“.
2015 gewann er die Jahresgesamtwertung des Deutschland-Cups und landete 2013, 2014, 2016, 2017 und 2018 jeweils auf dem zweiten Platz. Bei der Deutschen Quizmeisterschaft gewann er 2013, 2017, 2020, 2022 und 2024 im Doppelwettbewerb (jeweils mit Sebastian Jacoby) sowie 2019, 2020, 2021, 2022 und 2023 im Teamwettbewerb (mit Sebastian Jacoby, Roland Knauff und René Waßmer).
Klussmann lebt in Berlin und arbeitet als Berater mit Schwerpunkt Gedächtnis, Bildung, Allgemeinwissen und Geopolitik sowie als Redner und Moderator und hält Vorträge bei Unternehmen und Organisationen.
Im September 2020 erschien im Ullstein Verlag sein erstes Buch Besserwissen mit dem Besserwisser. 2023 und 2024 veröffentlichte er zwei Bände Fast alles, was Sie wissen müssen bei Heyne.
Klussmann spricht fünf Fremdsprachen, darunter Französisch, Chinesisch und Japanisch.

## QuizsendungGefragt – Gejagt
Klussmann tritt seit 2013 regelmäßig in der Rolle des „Jägers“ in der ARD-Quizsendung Gefragt – Gejagt auf. Sein Kampfname lautet „Der Besserwisser“. In der Ausgabe vom 13. September 2019 stellte Klussmann einen Negativrekord für die deutsche Ausgabe der Sendung auf, als er ein Finale verlor, bei dem er die von den Kandidaten vorgelegten sieben Punkte nicht einholen konnte.
Darüber hinaus ist er als Autor von TV-Quizshows und Live-Quizevents tätig.

## Weitere Fernsehauftritte
In den Folgen 3467–3470 (Erstausstrahlung: 13.–17. Oktober 2020) der ARD-Telenovela Sturm der Liebe war Klussmann in einer Gastrolle zu sehen und spielte sich dabei selbst.
2023 nahm er an der von RTL ausgestrahlten Reality-Spielshow Die Verräter – Vertraue Niemandem! teil und wurde als erster Kandidat von den Mitspielern eliminiert.
2012 und 2024 war er Kandidat beim ZDF-Format Der Quiz-Champion. Beim ersten Auftritt dort schied er bereits im ersten Duell aus, 2024 verlor er zwei von fünf Duellen (Sondersendung mit Sonderregeln).

## Trivia
In Todesmal, dem fünften Band seiner Reihe um Sabine Nemez und Maarten S. Sneijder, lässt der österreichische Schriftsteller Andreas Gruber eine alte Professorin auftreten, die sich immer wieder die gleiche Folge von Gefragt – gejagt auf einer Videokassette anschaut. Die Protagonistin, Kommissarin Sabine Nemez, erklärt: „Ich liebe Gefragt – Gejagt … Mein Lieblingsjäger ist der Besserwisser.“

## Schriften
- Besserwissen mit dem Besserwisser. So trainieren Sie Ihre Allgemeinbildung. Ullstein Verlag, Berlin 2020, ISBN 978-3-548-06384-3.
- Fast alles, was Sie wissen müssen. Allgemeinwissen vom Besserwisser. Heyne Verlag, München 2023, ISBN 978-3-453-60647-0.
- Fast alles, was Sie wissen müssen – Teil 2. Noch mehr Allgemeinwissen vom Besserwisser. Heyne Verlag, München 2024, ISBN 978-3-453-60692-0.